# Making Enemies Is Good
Making Enemies Is Good è il terzo album della rock band svedese Backyard Babies. È stato pubblicato nel 2001. Alcune delle tracce contenute nel disco sono state scritte insieme a Ginger, cantante dei The Wildhearts. L'album contiene le hit The Clash e Brand New Hate. È stato prodotto dal famoso produttore svedese Thomas Skogsberg, che ha suonato anche le tastiere nel brano Colours.

## Tracce
1. I Love To Roll
2. Payback
3. Brand New Hate
4. Colours
5. Star War
6. The Clash
7. My Demonic Side
8. The Kids Are Right
9. Ex-Files
10. Heaven 2.9
11. Too Tough To Make Some Friends
12. Painkiller
13. Bigger W/A Trigger